# 长穗珍珠菜
长穗珍珠菜（学名：Lysimachia chikungensis）是报春花科珍珠菜属的植物，为中国的特有植物。分布于中国大陆的河南、湖北等地，生长于海拔800米的地区，多生长在向阳山坡草丛及石缝中，目前尚未由人工引种栽培。